# Ailsa Shipbuilding Company
Ailsa Shipbuilding Company war ein Schiffbauunternehmen in Troon, Schottland.

## Geschichte

### Anfangszeit
Das Unternehmen wurde 1885 durch Archibald Kennedy, 3. Marquess of Ailsa, gegründet. Um 1900 wurde von Alexander McCreadie, Peter Wallace und Archibald Kennedy gemeinschaftlich eine Werft erworben und  Ailsa Shipbuilding Co. benannt. Im Folgejahr wandelte man das Unternehmen zur Limited-Gesellschaft um. Ein Jahr darauf übernahm Ailsa einen Werftplatz mit sechs Helgen in Ayr. 1902 lief dort die Madiz vom Stapel.
Die von 1902 bis 1904 durchgeführte „Scottish National Antarctic Expedition“ erhielt ihr Expeditionsschiff Scotia von der Ailsa Werft. Am  30. Oktober 1902 (laut anderer Quelle am 2. November 1902) legte sie in Troon zu ihrer Fahrt in den Südatlantik ab. Neben einer Reihe anderer Raddampfer entstand hier auch der letzte in Großbritannien erhaltene Raddampfer seiner Art, die Medway Queen für die New Medway Shipping Company.

### Erster Weltkrieg
Während des Ersten Weltkriegs baute man bei Ailsa den ersten Raddampferminensucher der Bird-Klasse für die Royal Navy. Darüber hinaus produzierte man im Auftrag der Admiralität auch Fluss-Kanonenboote und Sloops.
Der größte Auftraggeber der Werft in Troon, während der 1920er Jahre, war die General Steam Navigation Company aus London, für die eine Serie von Küstenfrachtern gebaut wurde. Andere Reedereien folgten mit ähnlichen Bestellungen. So waren auf dem Schiffbauplatz mehr als 200 Segelschiffe, Colliers und andere Küstenschiffe entstanden, bevor man die Werft 1929 aufgrund der Weltwirtschaftskrise vorübergehend schloss.

### Zweiter Weltkrieg
Die Produktion der Ailsa-Werft im Zweiten Weltkrieg umfasste neben einigen Minensuchern der Bangor-Klasse, zwei Korvetten der Flower-Klasse, ein Hospitalschiff, zwei Standard Küstenfrachter und acht Standardfrachter skandinavischer Bauart mit mittschiffs angeordneter Maschine.

### Nachkriegszeit
In den Nachkriegsjahren konzentrierte man sich ab der zweiten Hälfte der 1940er Jahre  auf die Herstellung von Colliers, Frachtern für den Liniendienst und Küstenmotorschiffe. 1957/58 baute Ailsa mit der Container Enterprise und ihrem Schwesterschiff Container Venturer die beiden ersten britischen Containerschiffe. 1961 beschäftigte das Unternehmen 750 Mitarbeiter und man nahm in den 1960er Jahren auch den Bau größerer und kleinerer Fährschiffe ins Programm, um dem weltweit steigenden Bedarf nach Schiffen für den Auto- und Passagiertransport nachzukommen.
Am 1. Juli 1977 wurde die Werft in die staatliche British Shipbuilders Corporation eingegliedert. 1981 schloss man Ailsa und Ferguson Brothers zu Ferguson-Ailsa, Limited zusammen. Schon  1986 trennte man beide Unternehmen wieder, um Ailsa nach der Reprivatisierung und Verkauf an die Perth Corporation als Ailsa & Perth, Limited weiterzuführen. Der reguläre Schiffbau endete zwar schon 1988, Ailsa wurde als Unternehmen aber erst 2000 (2003) endgültig geschlossen.
Das Werftgelände wurde danach aber weiterhin zur Schiffsreparatur und zur Herstellung großer Betonbauteile für ein Projekt zum Ausbau der Kaianlagen in Grimsay, Western Isles genutzt.
Das Unternehmensarchiv befindet sich heute in der Glasgow University.

## Schiffe der Ailsa Shipbuilding Company (Auswahl)

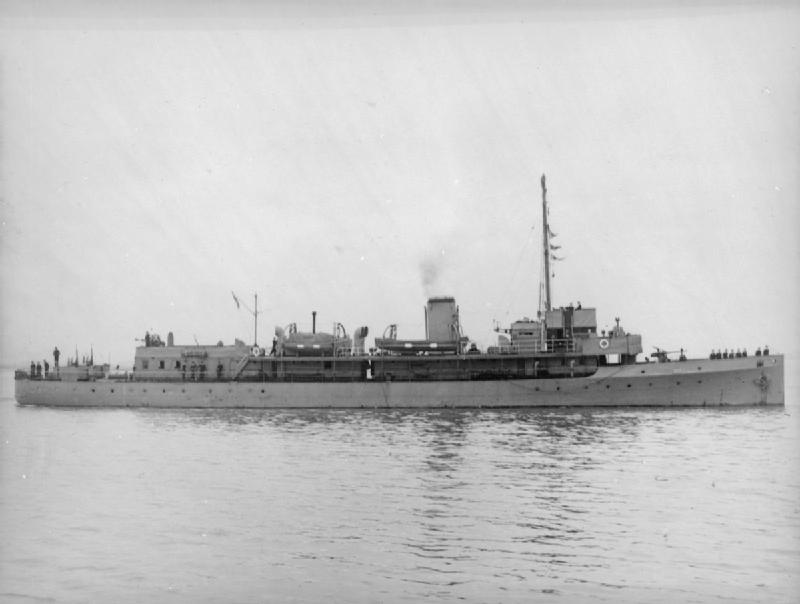
HMS Alresford
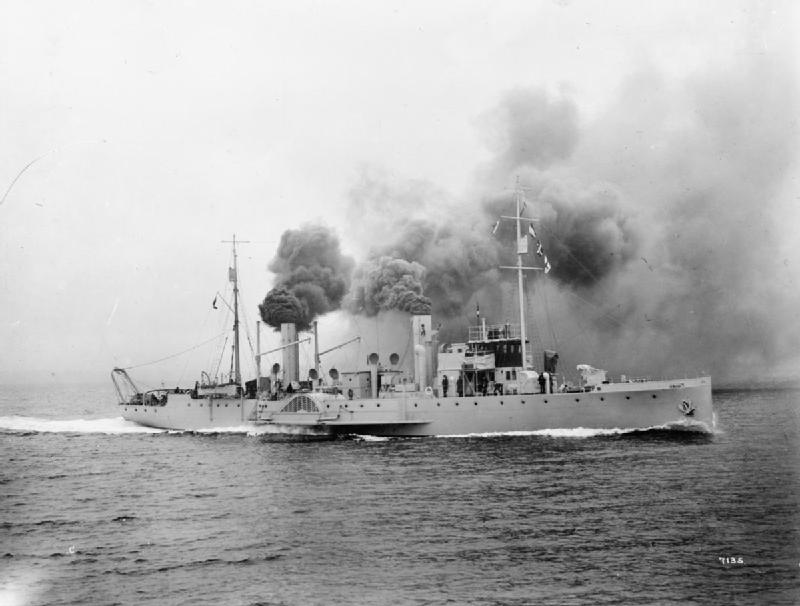
HMS Atherstone
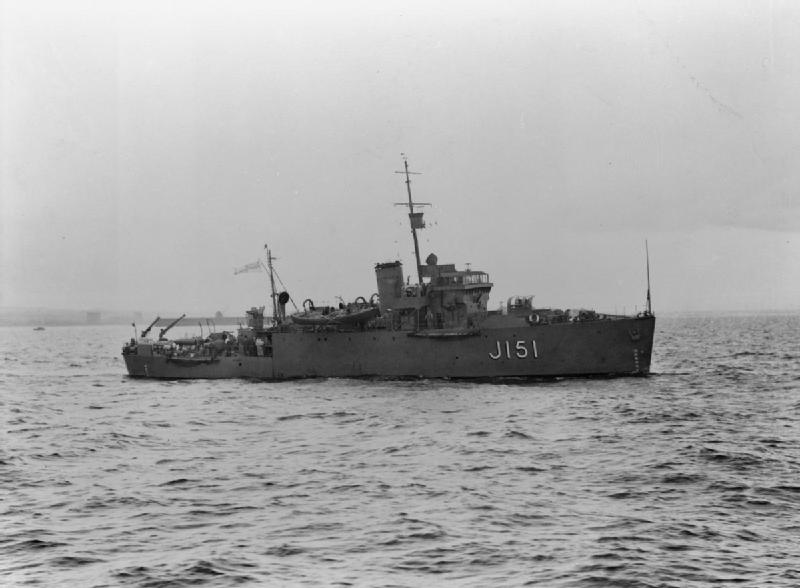
HMS Clacton (J151)
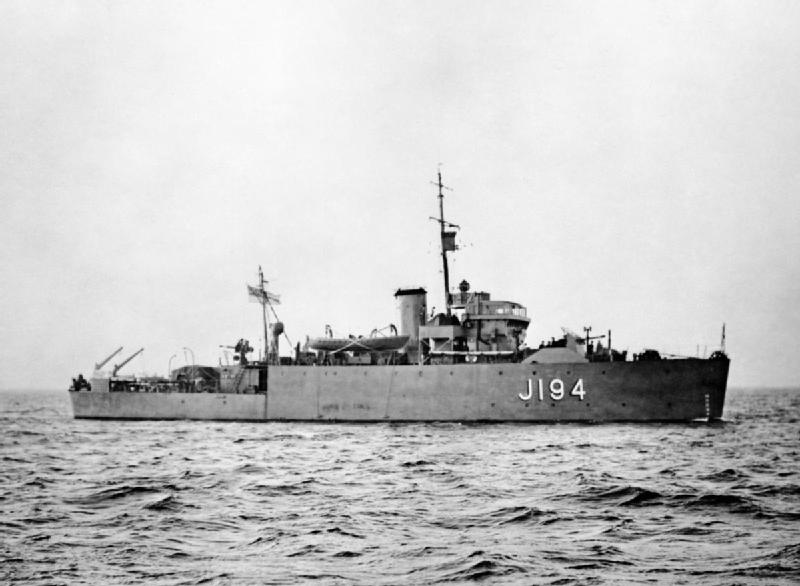
HMS Hythe
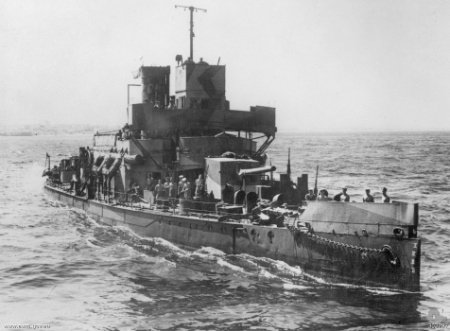
HMS Aphis
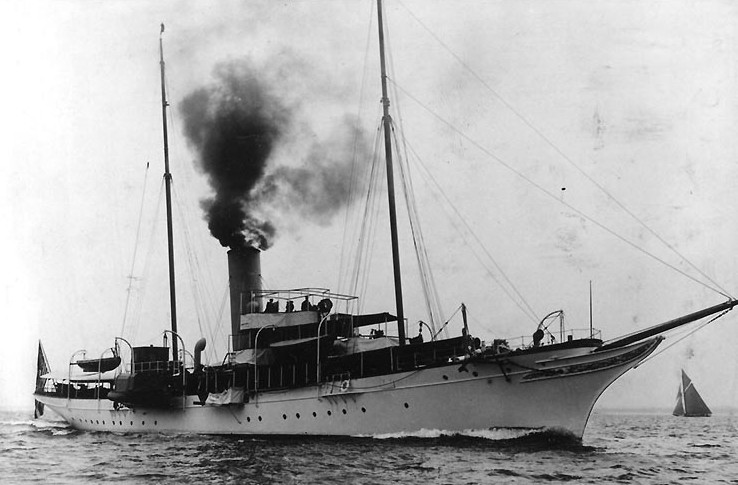
USS Emeline
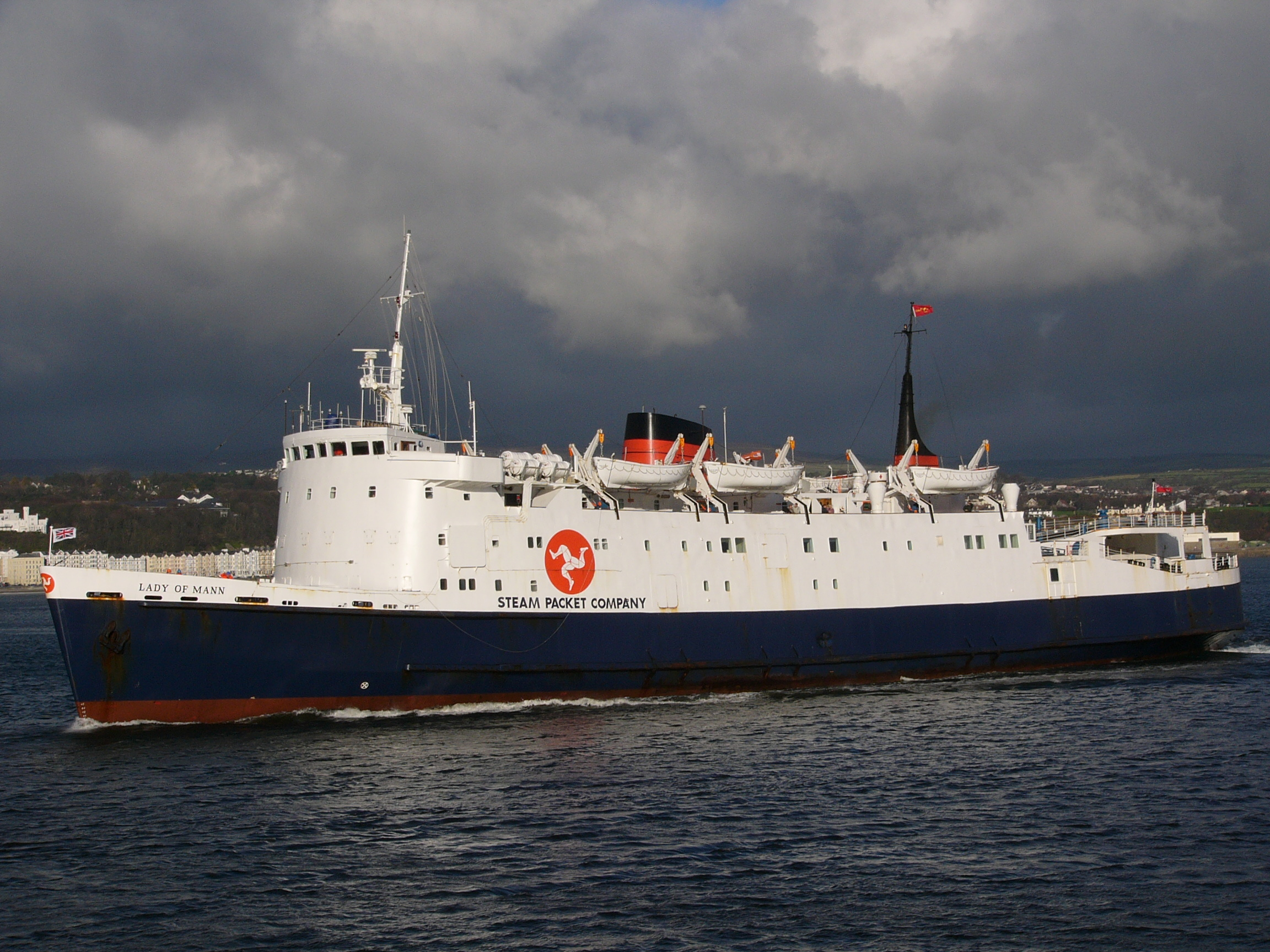
Lady of Mann
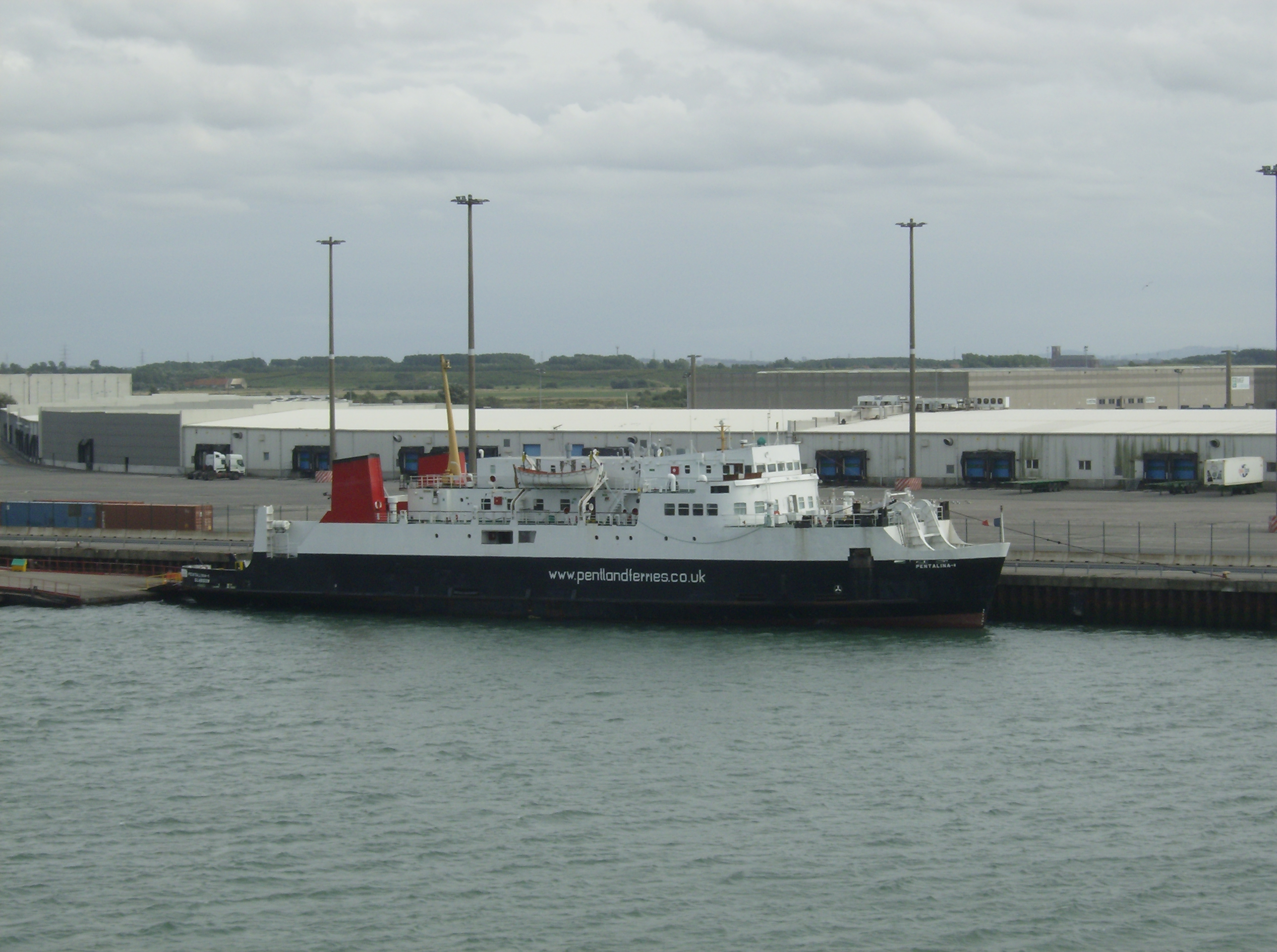
Pentalina-B
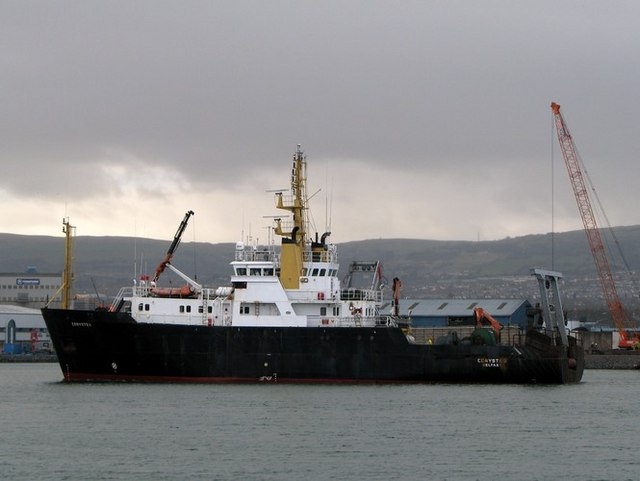
Corystes
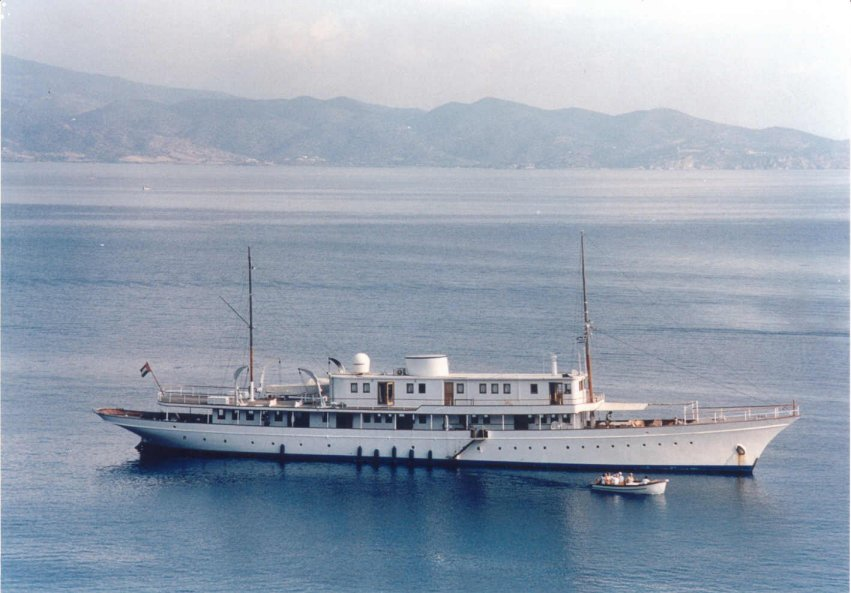
Madiz (2002)